# Eublemma gratiosa
Eublemma gratiosa — вид лускокрилих комах з родини еребід (Erebidae).

## Поширення
Вид мешкає у степах в Україні, європейській частині Росії. та Середній Азії.